# Liste der Monuments historiques in Lizant
Die Liste der Monuments historiques in Lizant führt die Monuments historiques in der französischen Gemeinde Lizant auf.

## Liste der Objekte
| Bezeichnung | Beschreibung                     | Standort                                     | Kennzeichnung | Schutzstatus | Datum | Bild |
| ----------- | -------------------------------- | -------------------------------------------- | ------------- | ------------ | ----- | ---- |
| Piedestal   | Holz, vergoldet, 18. Jahrhundert | in der Kirche Ste-Radegonde-St-Junien (Lage) | PM86001528    | Inscrit      | 2014  |      |
| Glocke      | Bronze, 1579 gegossen            | in der Kirche Ste-Radegonde-St-Junien (Lage) | PM86000253    | Classé       | 1928  |      |